# Prächtiger Salzkäfer
Der Prächtige Salzkäfer (Bledius spectabilis) ist ein Käfer aus der Familie der Kurzflügler (Staphylinidae).

## Merkmale
Die Käfer erreichen eine Körperlänge von 5 bis 7 Millimetern. Der Vorderrand des Kopfschildes ist nicht aufgebogen, der Halsschild ist weitläufig und etwas ungleichmäßig punktiert, sein Vorderwinkel ist nicht spitz zulaufend. Meistens besitzt die Scheibe am Halsschild eine nicht punktierte Schrägfalte. Das Horn des Halsschildes ist beim Männchen gefurcht. Die Beine sind meistens hell gefärbt. Die Deckflügel sind bräunlichrot gefärbt und zusammen gleich breit wie lang. Häufig besitzen sie einen dunklen Skutellarfleck.

## Vorkommen und Lebensweise
Die Art ist im Süden der Paläarktis verbreitet. Sie besiedelt die Meeresküsten des Kaspischen- und Schwarzen Meeres sowie die Küsten des Mittelmeerraums von Kleinasien bis nach Marokko und Spanien. Weiter findet man die Art an der spanischen, portugiesischen und französischen Atlantikküste, dem Ärmelkanal, der Irischen See und der Nordsee. Sie fehlt an der deutschen Ostseeküste und in Norwegen. Aus dem Süden Schwedens (Uppland) und von Gotland ist die Art durch Funde belegt, dabei handelt es sich jedoch vermutlich um kurzfristige Ansiedelungen der Art. Die Art ist auch von salzigen Binnengebieten im Süden Sibiriens, aus Turkestan, dem Iran und Mitteleuropas bekannt.